# روز پادشاه

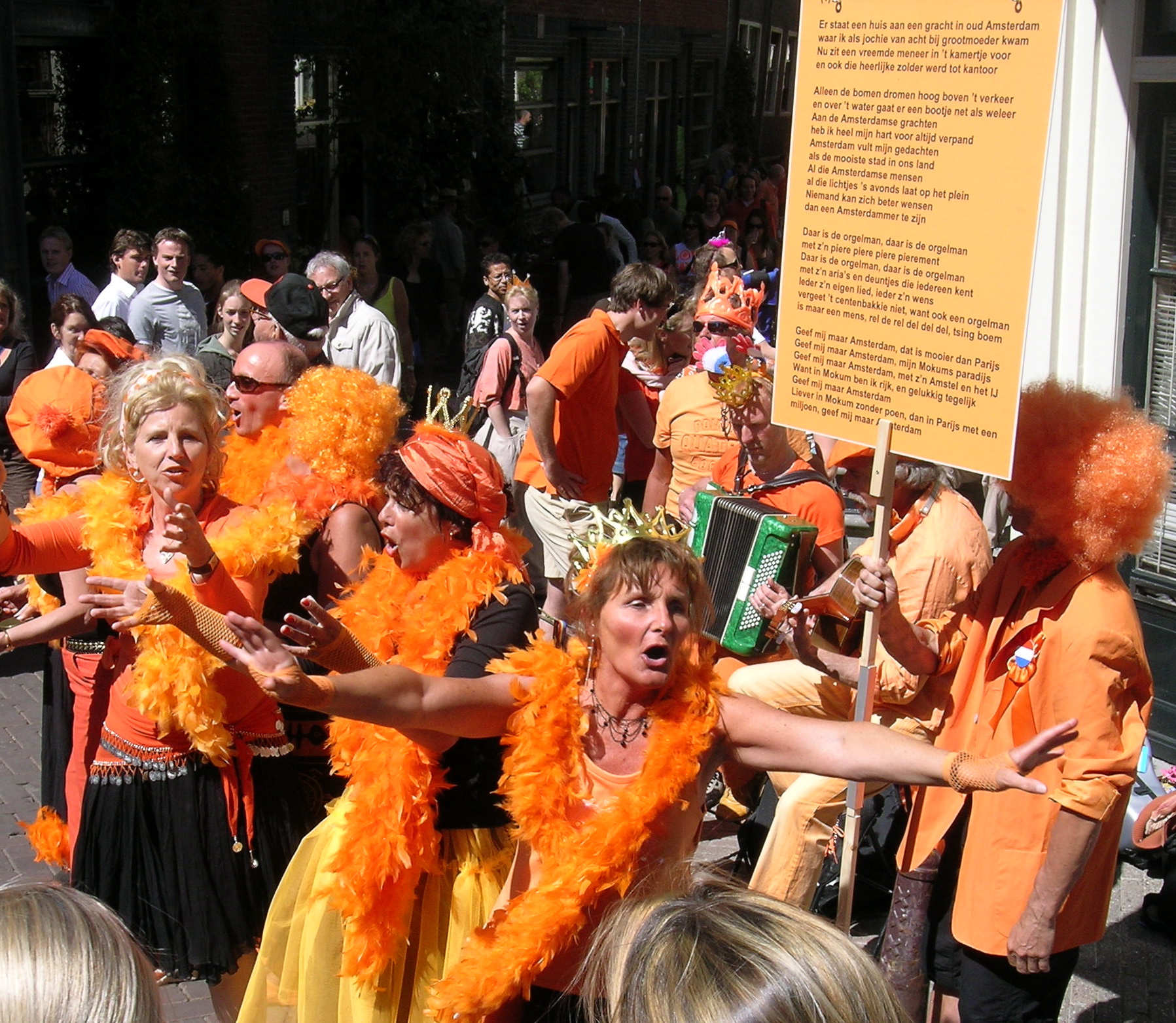
مردم هلند با پوشش نارنجی رنگ در روز ملکه سال ۲۰۰۷ میلادی.

روز پادشاه (به هلندی: Koninginnedag) یک تعطیلی رسمی در کشور هلند است. مراسم روز پادشاه در روز ۲۷ آوریل و اگر ۲۷ آوریل یکشنبه باشد، در روز ۲۶ آوریل برگزار می‌شود. در روز پادشاه در واقع روز تولد پادشاه الکساندر جشن گرفته می‌شود و این روز به عنوان روز اتحاد ملی شناخته می‌شود. این سنت از تاریخ ۳۱ اوت ۱۸۸۵ میلادی، روز تولد ویلهلمینای هلند پی گرفته شده است.
در روز ۳۰ آوریل ۲۰۰۹ میلادی درست قبل از اینکه اتوبوس حامل خانواده سلطنتی آخرین دور خود را به سمت قصر هت‌لو به اتمام برساند، مردی به نام کارست تاتس با اتوموبیل به جمعیت هجوم برد. این حادثه باعث کشته شدن ۷ نفر شد.